# The Angel in the House
L'Ange de la maison

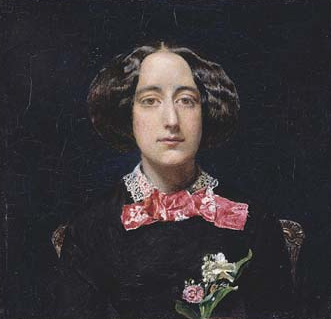
La femme de Coventry Patmore, Emily, modèle de L'Ange de la maison, par le peintre John Everett Millais.

The Angel in the House (L'Ange de la maison) est un poème narratif de Coventry Patmore, publié pour la première fois en 1854 et développé jusqu'en 1862. Bien que largement ignoré lors de sa publication initiale, il devint extrêmement populaire à la fin du XIXe siècle, et son influence se poursuivit longtemps durant le XXe siècle. Le poème est un compte-rendu idéalisé de la cour qu'il fit à sa première femme, Emily, en qui il voyait la femme parfaite. 
Il a été plus tard très critiqué, en particulier par Virginia Woolf, pour le carcan qu'il imposait aux femmes victoriennes : dociles et soumises à leur époux, d'un dévouement sans bornes pour leurs enfants, et malgré tout charmantes, en dépit de leurs souffrances. 

## Le poème

### Publication
Le poème, en deux parties, a été initialement publié en quatre parties successives. La première fut publiée sous le titre principal en 1854. Elle fut suivie par Les Épousailles (The Espousals) en 1856, puis Fidèle à tout jamais (Faithful for Ever) en 1860, et enfin Les Victoires de l'amour (The Victories of Love) en 1862. Les deux dernières parties constituent de fait un poème séparé, apparenté cependant au texte principal.

### Résumé
Premier poème
Les deux premières parties forment un poème unique cohérent. Il commence par une préface dans laquelle le poète, appelé Felix Vaughan dans l'ouvrage, informe sa femme qu'il va écrire un long poème sur elle. Le récit commence alors par une relation de la jeunesse du poète, lorsqu'il rencontre Honoria Churchill, la femme qui va devenir son épouse. Il continue en une série de petits poèmes lyriques écrits du point de vue d'Honoria. Ces passages lyriques et réfléchis sont insérés dans un récit de la relation qui se développe entre eux, avec l'apparition d'un rival, Frederick, le cousin d'Honoria, rejeté en faveur de Felix, et le mariage final du couple. 
Second poème
Les deux dernières parties, connues ensemble sous le nom de Les Victoires de l'amour (The Victories of Love) sont écrites essentiellement du point de vue de Frederick, le soupirant éconduit, qui épouse une autre femme, Jane, après avoir été refusé par Honoria. À la différence du premier, ce second poème prend la forme d'un roman épistolaire : chaque poème est présenté comme une lettre d'un personnage à l'autre. Les premières lettres, entre Frederick et sa mère, révèlent l'insatisfaction de Frederick envers sa femme, tout particulièrement chaque fois qu'il rencontre son premier amour, Honoria, avec son époux. Le poème décrit son combat pour surmonter ces sentiments et reporter tout son amour sur sa femme, qui exprime elle-même ses propres doutes dans ses lettres à sa mère. Les autres personnages expriment leurs inquiétudes et leurs espoirs à l'égard de la relation entre Frederick et Jane. Honoria aide Jane par l'exemple qu'elle lui donne, et, à la fin, Frederick surmonte ses doutes et accorde tout son amour à sa femme.

## Extraits du poème
| The Wife's Tragedy Man must be pleased; but him to please Is woman's pleasure; down the gulf Of his condoled necessities She casts her best, she flings herself. How often flings for nought! and yokes Her heart to an icicle or whim, Whose each impatient word provokes Another, not from her, but him; While she, too gentle even to force His penitence by kind replies, Waits by, expecting his remorse, With pardon in her pitying eyes; | La tragédie de l'épouse Il faut plaire à l'homme ; mais lui plaire est le plaisir de la femme ; au fond du gouffre De ses besoins, auxquels elle compatit, Elle jette le meilleur qu'elle ait, elle se précipite elle-même. Et combien de fois en vain ! Et elle soumet Son cœur au joug d'une froideur, d'une lubie, Dont chaque mot impatient provoque Un autre, non pas d'elle, mais de lui ; Pendant qu'elle, trop douce pour seulement forcer Sa contrition par d'aimables réponses, Attend là, espérant son remords, lui accordant Son pardon par la compassion de ses yeux. |

## L'idéal féminin défini par le poème

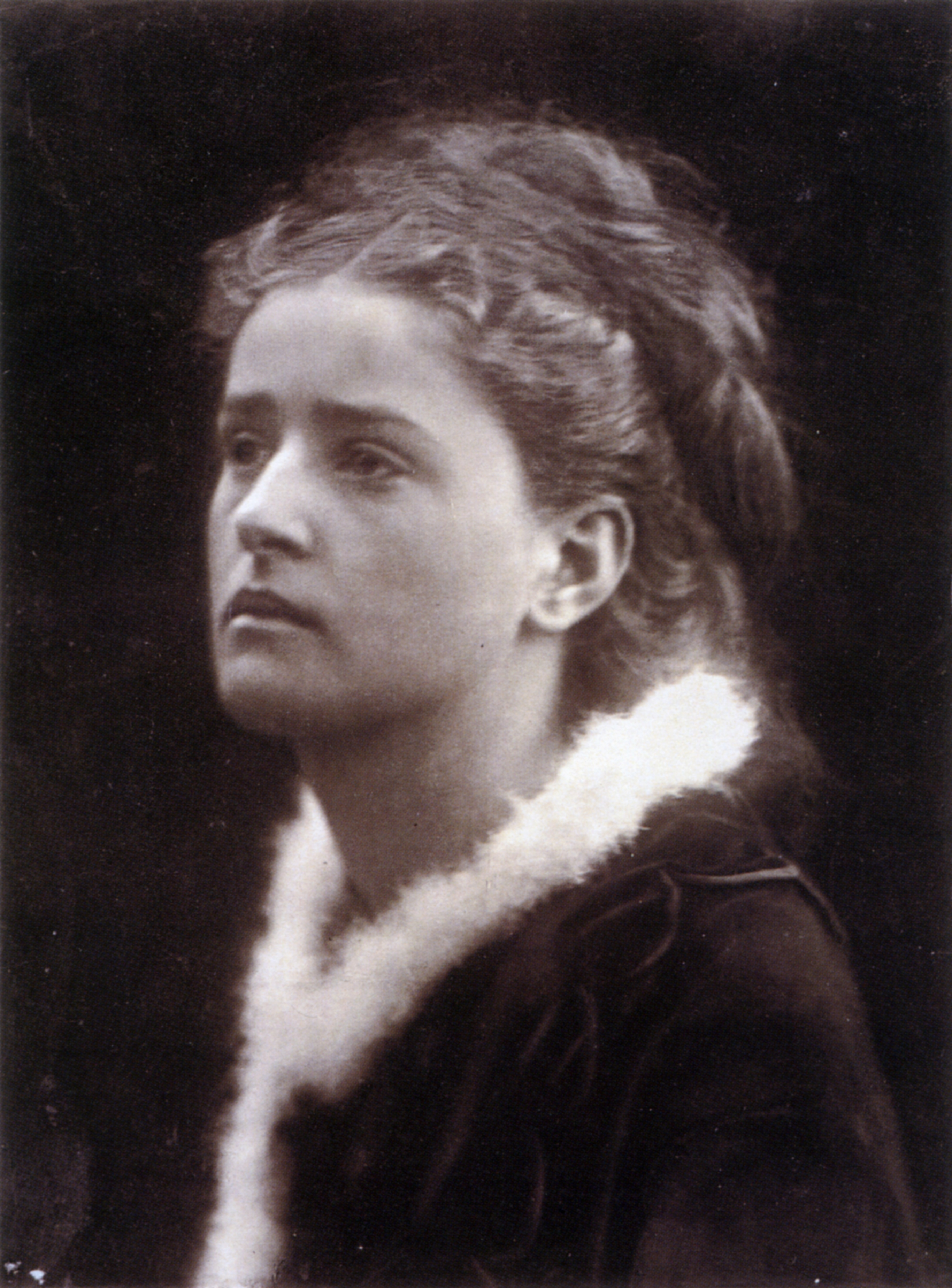
Photographie réalisée par Julia Margaret Cameron et intitulé The Angel in the House.

À la suite de la publication du poème de Patmore, le terme « Ange dans la maison » commença à être utilisé, en parlant des femmes qui incarnaient l'idéal féminin victorien : épouses et mères, dévouées à leurs enfants avec une totale abnégation, et soumises à leur mari. Adèle Ratignolle, l'un des personnages du roman de Kate Chopin, L’Éveil est un exemple de cet idéal dans la littérature. 
Un autre exemple se trouve dans les romans What Katy Did de Susan Coolidge sur une jeune fille prépubère, un « garçon manqué », qui devient paraplégique. Ces romans sont basés sur sa propre vie dans l'Amérique du XIXe siècle. Katy finit par remarcher, mais pas avant qu'elle n'ait appris à devenir « l'ange de la maison », c'est-à-dire « l'idéal » d'une féminité docile.
Dans Le Retour au pays natal, de Thomas Hardy, Thomasin Yeobright est également décrite comme « l'ange de la maison ». Thomasin Yeobright est l'antithèse du principal personnage féminin de Thomas Hardy, Eustacia Vye, elle-même à l'opposé de l'idéal féminin de l'époque victorienne.
Des images furent également créées sous ce nom, parmi lesquelles on compte le portrait de la femme de Patmore, Emily, par John Everett Millais, et la photographie d'une jeune fille extatique par Julia Margaret Cameron.

## Critiques
Les écrivaines féministes qui sont venues ensuite ont eu une vision beaucoup moins positive de l'Ange de la maison. Virginia Woolf a fait la satire de l'idéal féminin dépeint dans le poème, écrivant que 

« Elle (la femme parfaite) était intensément compatissante. Elle était immensément charmante. Elle était d'une totale abnégation. Elle excellait dans les arts difficiles de la vie de famille. Elle se sacrifiait tous les jours. S'il y avait un poulet, c'est elle qui prenait la patte ; s'il y avait un courant d'air, c'est elle qui s'y mettait... Par-dessus tout, elle était pure. »

Elle ajoute qu'elle « me tracassait et me prenait mon temps et me tourmentait tant qu'à la fin je l'ai tuée ».
Nel Noddings la voit comme « infantile, faible et sans cervelle ». De même, Charlotte Perkins Gilman a écrit un court essai intitulé L'Ange défunt, dans laquelle elle décrit l'ange de la maison comme une espèce disparue comme le dodo. 
Plus récemment, le duo féministe de folk-rock The Story a utilisé le titre dans son album The Angel in the House.